# Sigurd Pettersen
Sigurd Ørjan Pettersen (Kongsberg, 28 febbraio 1980) è un ex saltatore con gli sci norvegese.

## Biografia

### Stagioni 2002-2004
In Coppa del Mondo ha esordito, ventiduenne, il 24 gennaio 2002 a Hakuba (25°), ha ottenuto il primo podio il 7 dicembre successivo a Trondheim (2°) e la prima vittoria il giorno dopo, dal medesimo trampolino. L'anno dopo ai Mondiali della Val di Fiemme ha vinto il bronzo nella gara a squadre.
Nel 2004 ha vinto il Torneo dei quattro trampolini e la medaglia d'oro ai Mondiali di volo di Planica.

### Stagioni 2005-2009
A partire dalla stagione 2004-2005, la Federazione Internazionale Sci ha imposto nuove regole che vincolano la lunghezza degli sci all'altezza e al peso del saltatore; dopo la vasta eco suscitata dall'anoressia nervosa di Sven Hannawald, uno dei saltatori più celebri; si è cercato di scoraggiare l'eccessiva magrezza penalizzando gli atleti troppo esili, costringendoli ad usare sci più corti. Pettersen ha avuto notevoli difficoltà ad adattarsi alle nuove regole, in base alle quali un saltatore di 1,80 m (la sua altezza) deve pesare almeno 65 kg per poter utilizzare sci di 2,63 metri, la massima lunghezza consentita in gara. Pettersen ha faticato a raggiungere e a mantenere tale peso minimo, che gli avrebbe consentito di continuare a usare gli stessi sci degli anni passati, e spesso ha dovuto impiegare sci più corti, pena la squalifica, ma con risultati deludenti. Pettersen ha protestato vibratamente contro le nuove regole, dichiarando di sentirsi discriminato dal meccanismo che lo puniva per la sua magrezza "naturale", non dovuta ad anoressia.
Dal 2005 fino a fine carriera Pettersen è salito soltanto più saltuariamente sul podio in Coppa del Mondo, senza più vincere. Nel 2005 ha bissato il bronzo iridato a squadre ai Mondiali di Oberstdorf e l'anno dopo, ai XX Giochi olimpici invernali di Torino 2006 (sua unica partecipazione olimpica), è stato 24° nel trampolino lungo (squalificato nel trampolino normale).
Lasciata la Coppa del Mondo nel gennaio 2009, ha ancora gareggiato in Coppa Continentale fino al dicembre dello stesso anno, senza conseguire piazzamenti di rilievo.

## Palmarès

### Mondiali
- 2 medaglie:
  - 2 bronzi (gara a squadre a Val di Fiemme 2003; gara a squadre dal trampolino lungo a Oberstdorf 2005)

### Mondiali di volo
- 1 medaglia:
  - 1 oro (gara a squadre Planica 2004)

### Coppa del Mondo
- Miglior piazzamento in classifica generale: 4º nel 2004
- 14 podi (11 individuali, 3 a squadre):
  - 8 vittorie (6 individuali, 2 a squadre)
  - 4 secondi posti (individuali)
  - 2 terzi posti (1 individuale, 1 a squadre)

#### Coppa del Mondo - vittorie
| Data             | Località               | Nazione   | Trampolino                                                                       |
| ---------------- | ---------------------- | --------- | -------------------------------------------------------------------------------- |
| 8 dicembre 2002  | Trondheim              | Norvegia  | Granåsen K120                                                                    |
| 26 gennaio 2003  | Sapporo                | Giappone  | Ōkurayama K120                                                                   |
| 29 novembre 2003 | Kuusamo                | Finlandia | Rukatunturi K120                                                                 |
| 29 dicembre 2003 | Oberstdorf             | Germania  | Schattenberg K120                                                                |
| 1º gennaio 2004  | Garmisch-Partenkirchen | Germania  | Große Olympiaschanze K115                                                        |
| 6 gennaio 2004   | Bischofshofen          | Austria   | Paul Ausserleitner K125                                                          |
| 15 febbraio 2004 | Willingen              | Germania  | Mühlenkopf HS130 (con Roar Ljøkelsøy, Bjørn Einar Romøren e Tommy Ingebrigtsen)  |
| 6 marzo 2004     | Lahti                  | Finlandia | Salpausselkä K116 (con Bjørn Einar Romøren, Tommy Ingebrigtsen e Roar Ljøkelsøy) |

#### Torneo dei quattro trampolini
- Vincitore del Torneo dei quattro trampolini nel 2004
- 3 podi di tappa[4]:
  - 3 vittorie

#### Nordic Tournament
- 1 podio di tappa[4]:
  - 1 secondo posto